# Assheton Gorton
Assheton St. G. Gorton (* 10. Juli 1930 in Sedbergh, Grafschaft Cumbria, Vereinigtes Königreich; † 14. September 2014 in Church Stoke, Wales) war ein britischer Filmarchitekt.

## Leben und Wirken
Der aus dem Nordwesten Englands stammende Gorton absolvierte am King’s College (Cambridge) ein Architekturstudium. An der Slade School of Fine Art bildete er sich fort. Seine ersten beruflichen Schritte unternahm Gorton als Maler und Ausstatter, später wirkte er auch als Werbegrafiker. Ein von ihm für die Continental Airways gestalteter Werbespot wurde mit einem Preis prämiert.
1956 wechselte Gorton zum Fernsehen und entwarf für das Programm ABC Weekend Television die Szenenbilder zu der Reihe Armchair Theatre. Seit Mitte der 1960er Jahre designte Assheton Gorton primär für den Kinofilm. Seit er von Richard Lester für das moderne Zeitbild Der gewisse Kniff die architektonische Gestaltung vornahm, hat Gorton ein quantitativ schmales Œuvre vorgelegt, das jedoch nahezu durchgehend ambitioniert und hochklassig ist. Seine frühen Arbeiten wie der Fotografen-Krimi Blow Up oder die Popkultur-Spielerei Magic Christian machten ihn zu einem wichtigen Vertreter des Swinging-Sixties-Kinos seines Landes. In späteren Jahren konzentrierte sich Assheton Gorton mehr und mehr auf die Ausstattung prunkvoller Bilderbögen und Ausstattungsepen wie das Historiendrama Revolution mit Al Pacino und der Fantasyfilm Legend mit dem jungen Tom Cruise.
Seine Arbeiten für Der gewisse Kniff und für Michelangelo Antonionis Blow-Up wurden in Cannes für die Goldene Palme nominiert. Seine Filmbauten zu Die Geliebte des französischen Leutnants erhielten eine Oscar-Nominierung.

## Filmografie (komplett)
Kinofilme, wenn nicht anders angegeben
- 1958–70: Armchair Theatre (TV-Reihe)
- 1964: Der gewisse Kniff
- 1966: Mystery and Imagination (zwei Folgen der TV-Reihe)
- 1966: Blow Up
- 1967: Red and Blue (Kurzfilm)
- 1967: Hausfreunde sind auch Menschen (The Bliss of Mrs. Blossom)
- 1968: Welt voller Wunder
- 1968: Danach... (The Bed Sitting Room)
- 1969: Magic Christian (The Magic Christian)
- 1970: Zachariah
- 1970: Jack rechnet ab
- 1971: Der Rattenfänger von Hameln (The Pied Piper)
- 1975: The Confederacy of Wives (TV)
- 1979: Die Mars-Chroniken (The Martian Chronicles) (TV-Mehrteiler)
- 1980: Die Geliebte des französischen Leutnants
- 1984: Legend
- 1985: Revolution
- 1988: Road Home (Lost Angels)
- 1990: For the Boys – Tage des Ruhms, Tage der Liebe
- 1994: Rob Roy
- 1996: 101 Dalmatiner
- 1999: Shadow of the Vampire
- 2000: 102 Dalmatiner